# The Cat’s Me-Ouch
«The Cat’s Me-Ouch!» (рус. Кошачье мяу; Маленький да удаленький; Кусачий несмотря на размер; Мини защитник; Под опекой маленького кусаки) — 142-й эпизод в серии короткометражек «Том и Джерри». Дата выпуска: 22 декабря 1965 года. Это 15 серия из 34 эпизодов.

## Сюжет
Джерри заказывает по каталогу маленького, но злого бульдога за 15,95 $. Бульдог тявкает на Тома, но тот хватает его и начинает смеяться. Бульдог, несмотря на свой крошечный размер, начинает нападать на Тома вплоть до того, что он загонит его в больничную койку. В конце концов Том оказывается в больнице, где доктор снимает бинты и замечает, что на его ноге крошечный бульдог. Тогда Том улыбается доктору и снимает повязку с хвоста, где находится Джерри, который грызет его хвост.